# Tillandsia amicorum
Tillandsia amicorum är en gräsväxtart som beskrevs av Ivón Mercedes Ramírez Morillo och Bevil. Tillandsia amicorum ingår i släktet Tillandsia och familjen Bromeliaceae. Inga underarter finns listade i Catalogue of Life.